# Al-Fatiha

"Al-Fatiha" zapisane w kaligrafii arabskiej

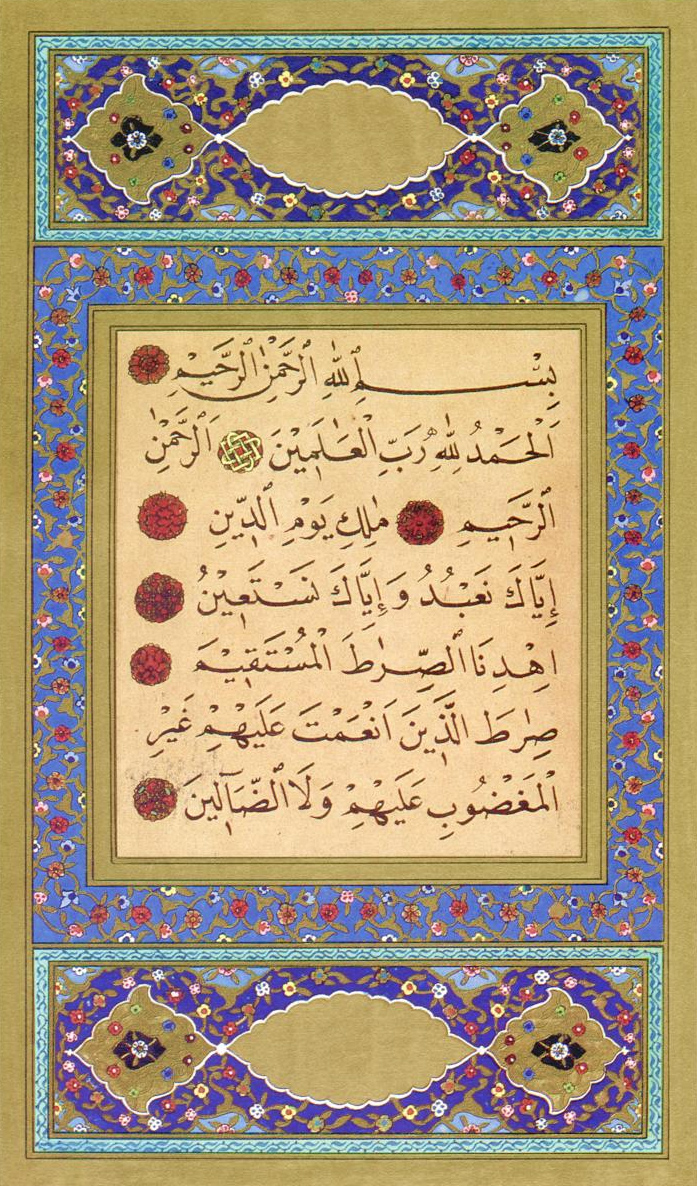
Strona Koranu z wykaligrafowaną al-Fatihą

Al-Fatiha (arab. ‏سورة ٱلْفَاتِحَة‎) – otwierająca Koran sura, najczęściej odmawiana modlitwa muzułmańska. Stanowi podstawę świętej księgi islamu. Jako jedyna posiada suplikację (śpiew chóralny w poezji liturgicznej, o charakterze błagalnym) basmala jako włączony do tekstu werset. Jako modlitwa odmawiana jest podczas każdego salatu, zawsze w klasycznym języku arabskim. Zwana także „matką księgi” (Umm al-kitāb). Sura wychwala Boga-Allaha i prosi o doprowadzenie ludzi do prawdziwej wiary. 

## Tekst sury
‏
بِسْمِ اللَّـهِ الرَّحْمَـٰنِ الرَّحِيمِ ﴿١﴾ الْحَمْدُ لِلَّـهِ رَبِّ الْعَالَمِينَ ﴿٢﴾ الرَّحْمَـٰنِ الرَّحِيمِ ﴿٣﴾ مَالِكِ يَوْمِ الدِّينِ ﴿٤﴾ إِيَّاكَ نَعْبُدُ وَإِيَّاكَ نَسْتَعِينُ ﴿٥﴾ اهْدِنَا الصِّرَاطَ الْمُسْتَقِيمَ ﴿٦﴾ صِرَاطَ الَّذِينَ أَنْعَمْتَ عَلَيْهِمْ غَيْرِ الْمَغْضُوبِ عَلَيْهِمْ وَلَا الضَّالِّينَ ﴿٧‎

### Transkrypcja
Bi-ismi Allāhi Ar-Raḥmāni Ar-Raḥīm
Al-hamdu lillāhi rabb il-ʿālamīn
Ar-rahmān ir-rahīm
Māliki jaumid dīn
Ījāka naʿbudu wa ījāka nastaʿīn
Ihdinās ṣirāṭ al-mustaqīm
Ṣirāṭ al-laḏīna anʿamta ʿalajhim ġajril maġdūbi ʿalajhim walāḍ ḍāllīn.

### Tłumaczenie na polski
W imię Boga Miłosiernego, Litościwego!
Chwała Bogu, Panu światów,
Miłosiernemu, Litościwemu,
Królowi Dnia Sądu.
Oto Ciebie czcimy i Ciebie prosimy o pomoc.
Prowadź nas drogą prostą,
Drogą tych, których obdarzyłeś dobrodziejstwami, nie zaś tych, na których jesteś zagniewany, i nie tych, którzy błądzą.